# تيفو (أنصار)

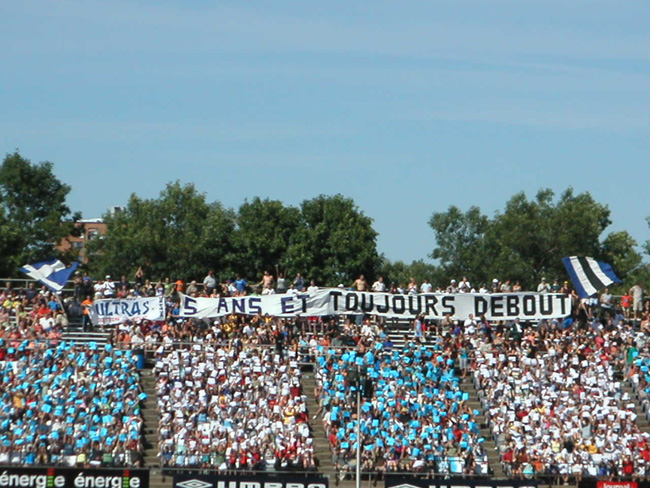
تيفو أي أنصار الفريق

التيفو (Tifo) اصطلاحا مختصر من كلمة (Tifosi) الإيطالية وهي تعني (أنصار) أي أنصار الفريق و«التيفو» من أهم ثقافة جماهير (الألتراس) ويقصد بالألتراس مشجعون منتمون لرابطة جماهيرية لها أفكار معينة، وكانت إيطاليا السباقة لصنع «تيفوات» في نهاية الستينات وانتشر في ذلك الوقت في دول جنوب أوروبا ثم امتد هذا الاتجاه إلى أوروبا بأسرها، خصوصا في الثمانينات. وغالبا ما يكون يحمل شعار النادي التابع له.
و«التيفو» عادة ما يكون مصنوعا من صفائح من الورق الملون أو من بالونات أو من أعلام أو لافتات، وله أشكال منها «تيفو tifo integrale» هو عبارة عن تغطية المدرج من اليمين إلى اليسار بالبلاستيك واعتماد اللوحة المرسومة في الوسط و«تيفو tifo original» يكون من الأعلى إلى الأسفل وشعار مرسوم على قطعة قماش يأتي في الوسط يكون بوضع عمودي، و«تيفو tifo voile» هو عبارة عن شعار مرسوم في كل المدرج وبحجم كبير جداً، و«تيفو tifo chorégraphie» هي دخلة ورقية وهي أكتر شهرة في العالم تعتمد على الورق أو البلاستيك 100/100.
و يصطلح عليه في شمال أفريقيا ب «الدخلة» أو «الطلعة»
«التيفو» في المدرجات الرياضية عبارة عن لوحة فنية تشكلها الجماهير الرياضية لإضافة شيء من الجمالية في الملاعب الرياضية لصالح فريقها المفضل أثناء دخول الفرق الرياضية لأرضية الملعب بتوجيه رسائل تدل على المؤازرة والتشجيع لإظهار المحبة للفريق وتوجيه رسائل تحذيرية وتخويف للفريق المنافس.